# Obduction
 (octobre 2022).
Si vous disposez d'ouvrages ou d'articles de référence ou si vous connaissez des sites web de qualité traitant du thème abordé ici, merci de compléter l'article en donnant les références utiles à sa vérifiabilité et en les liant à la section « Notes et références ».
Pour les articles homonymes, voir Obduction (homonymie).
Pour un article plus général, voir Tectonique des plaques.
L'obduction est le chevauchement d'une croûte continentale par une croûte océanique. Elle entraîne la formation de complexes ophiolitiques (exemples : Oman et le massif du Chenaillet dans les Alpes, etc.).

## Étymologie
Le terme est dérivé du latin obductio : « action de couvrir ».
Le préfixe ob- désigne la position de face, de collision entre les plaques, ou d'inversion de la direction de leur mouvement vertical relatif. Antonyme, ou symétrique, du latin subductio (« action de tirer vers le bas, d'enfouir ») : ici, action de pousser vers le haut, tout en chevauchant l'obstacle constitué par l'autre plaque.

## Conditions nécessaires au phénomène d'obduction
Ce phénomène est la conséquence du blocage de la subduction, dû à un arc volcanique présent sur la croûte océanique normalement subduite. L'arc volcanique en question empêche le plongement de la croûte océanique dans le manteau ; la croûte continentale est alors entraînée dans une zone de subduction intraocéanique, mais elle ne peut pas plonger dans le manteau au-delà d'une soixantaine de kilomètres car sa densité, plus faible que celle du manteau asthénosphérique, ne le lui permet pas.
La croûte continentale s'enfonçant plus lentement et moins profondément dans le manteau que la croûte océanique, la subduction du continent est ralentie et les contraintes augmentent. La pression augmentant, des déformations apparaissent sur les deux croûtes, lesquelles sont accompagnées d'un charriage du matériel océanique sur le continent. On parle alors d'obduction.

## Chaînes de montagnes résultant d'un phénomène d'obduction
La structure des chaînes de montagnes résultantes de phénomènes d'obduction est complexe, cependant elle comprend une asymétrie caractéristique. En effet, les chevauchements se font tous dans le même sens : vers le continent subduit.
Les nappes de charriage peuvent s'étaler sur plusieurs centaines de kilomètres de long, et l'épaisseur de la couche de matériel océanique charrié (ophiolites, sédiments marins) peut atteindre vingt à trente kilomètres d'épaisseur. La base de la nappe charriée est soumise à des pressions très importantes, elle devient alors le siège d'un métamorphisme haute pression/basse température (profil des schistes bleus et des éclogites).
Ce charriage est accompagné de fortes déformations plastiques. Si la contrainte mécanique cesse ou se déplace, l'obduction aura lieu à un endroit différent, on peut alors constater la remontée d'une partie du matériel charrié (par exemple du matériel métamorphique ou encore des sédiments anciennement subduits). L'obduction débouche souvent sur un phénomène de collision continentale.